# Rattendorf

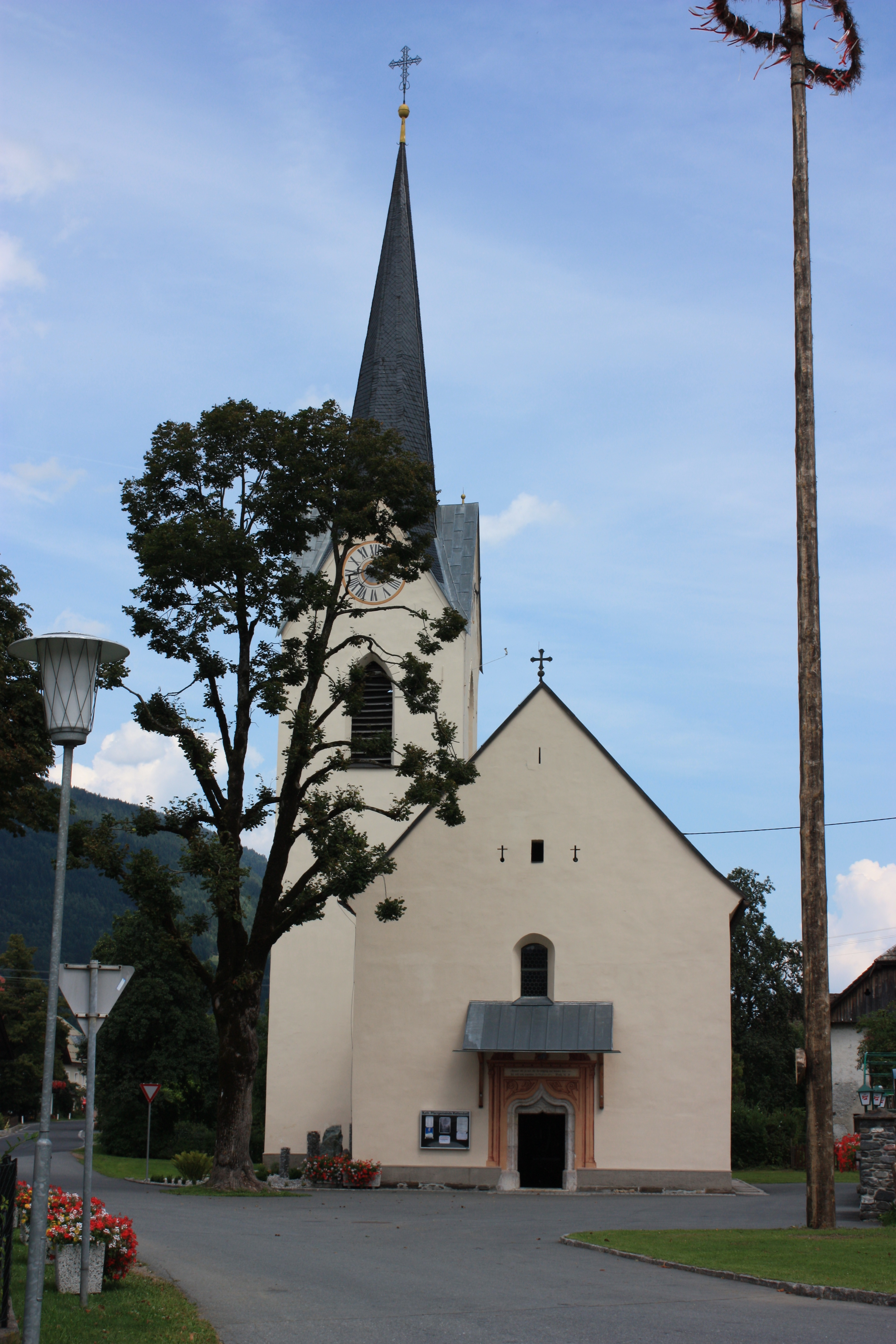
Pfarrkirche von Rattendorf

Rattendorf ist ein Dorf und eine Katastralgemeinde der Stadtgemeinde Hermagor-Pressegger See. Die Ortschaft hat 317 Einwohner (1. Jänner 2024).
Bis zur Gemeindestrukturreform 1973 war Rattendorf eine eigenständige kärntnerische Gemeinde. 1964 war sie noch durch den Anschluss der bis dahin eigenständigen Gemeinde Waidegg (heute zu Kirchbach gehörig) vergrößert worden.
Das Haufendorf Rattendorf liegt am rechten Ufer der Gail im oberen Gailtal auf 600 m Seehöhe. Nachbarortschaften sind Waidegg (Gemeinde Kirchbach) im Nordwesten, Jenig im Norden und Tröpolach im Südosten.
In der Antike verlief hier die Hadnmauer, eine Talsperre, die vermutlich Gurina schützen sollte.
Die Pfarrkirche von Rattendorf wurde erstmals im Jahr 1339 genannt. Der jetzige Kirchenbau wurde im 16. Jahrhundert im spätgotischen Stil errichtet.
Seit 2016 wird die Gailtalbahn im Abschnitt Hermagor–Kötschach-Mauthen nicht mehr im Personenverkehr bedient. Hier kann in der Saison eine Draisine gemietet werden.
Am 30. Oktober 2018 führte die Gail nach Regenfällen Hochwasser. Dabei brach auf dem Gebiet von Waidegg ein Damm, wodurch Rattendorf überschwemmt wurde.

## Persönlichkeiten
- Antonie Pachner (1891–1951), Oberschwester in der Landes-Siechen- und Landes-Irrenanstalt des Kärntner Landeskrankenhauses und Euthanasiebeteiligte

## Belege
1. ↑  Statistik Austria: Bevölkerung am 1.1.2024 nach Ortschaften (Gebietsstand 1.1.2024), (ODS, 500 KB)
2. ↑  Marienpilgerweg. In: marienpilgerweg.at. Abgerufen am 19. Oktober 2016.
3. ↑  Jenig. In: jenig.at. Archiviert vom Original (nicht mehr online verfügbar) am 29. Januar 2016; abgerufen am 19. Oktober 2016.  Info: Der Archivlink wurde automatisch eingesetzt und noch nicht geprüft. Bitte prüfe Original- und Archivlink gemäß Anleitung und entferne dann diesen Hinweis.
4. ↑  Gailtal-Draisine (Memento des Originals vom 27. Januar 2023 im Internet Archive)  Info: Der Archivlink wurde automatisch eingesetzt und noch nicht geprüft. Bitte prüfe Original- und Archivlink gemäß Anleitung und entferne dann diesen Hinweis. Abgerufen am 23. März 2022.
5. ↑  Unwetterschäden: Langwierige Aufräumarbeiten stehen an orf.at, 30. Oktober 2018, abgerufen am 30. Oktober 2018.
6. ↑  Christiane Canori: Fast fertig: So sieht der neue Damm im Gailtal aus. In: Kleine Zeitung. 3. November 2018, abgerufen am 6. November 2018.